# União das Freguesias de Valença, Cristelo Covo e Arão
Die União das Freguesias de Valença, Cristelo Covo e Arão ist eine portugiesische Gemeinde (Freguesia) im Kreis (Concelho) Valença im Nordwesten Portugals.

## Geschichte
Die Gemeinde entstand im Zuge der Gebietsreform vom 29. September 2013 durch die Zusammenlegung der ehemaligen Gemeinden Valença, Cristelo Covo und Arão. Valença wurde Sitz der neuen Verwaltung.

## Demographie
| Freguesia | Freguesia                     | Freguesia | Freguesia       | ehemalige Freguesias | ehemalige Freguesias | ehemalige Freguesias | ehemalige Freguesias |
| --------- | ----------------------------- | --------- | --------------- | -------------------- | -------------------- | -------------------- | -------------------- |
| Wappen    | Freguesia                     | Einwohner | Fläche in (km²) | Wappen               | Freguesia            | Einwohner            | Fläche in (km²)      |
|           | Valença, Cristelo Covo e Arão | 5258      | 9,49            |                      | Valença              | 3448                 | 3,89                 |
|           | Valença, Cristelo Covo e Arão | 5258      | 9,49            | Cristelo Covo        | 969                  | 3                    |                      |
|           | Valença, Cristelo Covo e Arão | 5258      | 9,49            | Arão                 | 753                  | 2,59                 |                      |